# Искатель воды
«Искатель воды» (англ. The Water Diviner) — драма режиссёра и исполнителя главной роли Рассела Кроу. Сценарий написали соотечественники Кроу — Эндрю Анастасиос (Andrew Anastasios) и Эндрю Найт. Съёмки начались 2 декабря 2013 года и проходили на родине актёра в Австралии, а также в Турции. Фильм вышел в прокат 26 декабря 2014 года.

## Сюжет
Действие фильма разворачивается в 1919 году.
В центре сюжета картины — австралиец Джошуа Коннор, отправившийся из родной Австралии в Турцию, чтобы найти своих троих сыновей. Они числятся пропавшими без вести после битвы при Галлиполи (одном из самых кровавых сражений Первой мировой войны) — массированной кампании стран Антанты 1915—1916 годов, направленной на завоевание пролива Дарданеллы и вытеснение Османской империи (нынешней Турции) с арены Первой мировой войны. Войска Британского Содружества из Австралии и Новой Зеландии, известные как АНЗАК, потеряли в этой кампании более 10 000 человек. Неожиданно для себя Коннор обретает надежду там, где и не мыслил её найти.

## В ролях
- Рассел Кроу — Джошуа Коннор, австралийский фермер
- Ольга Куриленко — Айша, хозяйка гостиницы в Стамбуле
- Йылмаз Эрдоган — майор Хасан
- Джем Йылмаз — сержант Джемаль
- Джай Кортни — подполковник Хьюз
- Дилан Георгиадес — Орхан, сын Айши
- Райан Корр — Артур Коннор
- Дэниел Уилли — капитан Чарльз Брайндли
- Дэймон Херриман — отец Макинтайр
- Жаклин Маккензи — Элиза
- Дениз Акдениз — Иман
- Изабель Лукас — Наталья
- Роберт Маммоне — полковник Демергелис

## Съёмки
После окончания съемок Кроу на территории Австралии уже 26 февраля начались съемки турецких сцен в Стамбуле, а именно в окрестностях Султанахмета и Чемберлиташа (районов в старой части Стамбула, расположенной в европейской части города), Балата (традиционного еврейского квартала в Стамбуле), а также у Дворца Топкапы.
Съемки в Стамбуле продолжались до марта, а потом переместились в город-призрак Каякой в Эгейском районе Фетхие.

## Интересные факты
- При создании сценария фильма использовалась военная литература, дневники и письма солдат.
- Рассел Кроу впервые попробовал свои силы в режиссуре[1].
- Среди других проектов, которые рассматривал Кроу в качестве своего первого режиссёрского опыта, был «Длинный зелёный берег» (The Long Green Shore) об австралийских солдатах, воюющих в джунглях Новой Гвинеи во время Второй мировой войны, а также Bra Boys — история знаменитой банды сиднейских серферов.

## Награды и номинации
- 2015 — номинация на премию Австралийской киноакадемии за лучшие визуальные эффекты.
- 2015 — четыре премии Австралийского общества кинокритиков: лучший актёр (Расселл Кроу), лучший актёр второго плана (Йылмаз Эрдоган), лучшая актриса второго плана (Жаклин Маккензи), лучшая музыка (Дэвид Хиршфельдер). Кроме того, лента получила пять номинаций: лучший фильм, лучший режиссёр (Расселл Кроу), лучшая операторская работа (Эндрю Лесни), лучший монтаж (Мэтт Вилла), лучшая работа художника (Крис Кеннеди).